# Велика Кіндратівка
Вели́ка Кіндра́тівка — село Куяльницької сільської громади в Подільському районі Одеської області, Україна. Населення становить 249 осіб.

## Історія
За даними 1859 року в селі Велика Кіндратівка (Кіндратівське) Ананьївського повіту Херсонської губернії мешкало 527 осіб (269 чоловічої статі та 258 — жіночої), налічувалось 96 дворових господарств, існувала православна церква.
Станом на 1886 рік у колишньому державному селі, центрі Кіндратівської волості, мешкало 34 особи, налічувалось 8 дворових господарств, існувала православна церква. За 8 верст розташовувалась залізнична станція.
За переписом 1897 року кількість мешканців зросла до 655 осіб (351 чоловічої статі та 304 — жіночої), з яких 648 — православної віри.
Під час організованого радянською владою Голодомору 1932—1933 років померло щонайменше 23 жителі села.
12 червня 2020 року, відповідно до Розпорядження Кабінету Міністрів України від № 724-р «Про визначення адміністративних центрів та затвердження територій територіальних громад Одеської області», увійшло до складу Куяльницької сільської територіальної громади.
19 липня 2020 року, в результаті адміністративно-територіальної реформи і ліквідації Подільського району (1923-2020), село увійшло до складу новоутвореного Подільського району Одеської області.

## Населення
Згідно з переписом УРСР 1989 року чисельність наявного населення села становила 291 особа, з яких 134 чоловіки та 157 жінок.
За переписом населення України 2001 року в селі мешкало 248 осіб.

### Мова
Розподіл населення за рідною мовою за даними перепису 2001 року:
| Мова       | Відсоток |
| ---------- | -------- |
| українська | 76,31 %  |
| молдовська | 20,48 %  |
| російська  | 2,81 %   |
| білоруська | 0,40 %   |